# Deutscher Internetpreis
Der Deutsche Internetpreis ist ein von 2000 bis 2008 vergebener Wirtschaftspreis für Best-Practice-Lösungen aus mittelständischen Unternehmen. Er wurde vom Bundesministerium für Wirtschaft und Technologie initiiert und bis 2005 vom BMWi (von 2002 bis 2005 unter dem Namen Bundesministerium für Wirtschaft und Arbeit) vergeben. Ab 2006 übernahm der Bundesverband Informationswirtschaft, Telekommunikation und neue Medien (BITKOM) zusammen mit weiteren Kooperationspartnern die Vergabe, das BMWi hatte weiterhin die Schirmherrschaft.
Die Unternehmen können sich mit einer Online-Präsentation selbst bewerben, wenn sie
- nicht mehr als 500 Mitarbeiter beschäftigen,
- ihren wesentlichen Entwicklungs- und Produktionsstandort in Deutschland haben,
- nicht im Mehrheitsbesitz nicht mittelständischer Unternehmen sind.

Eine Jury aus Vertretern der Wirtschaft, der Wissenschaft und der Medien bewertet Innovationsgrad und Originalität, den wirtschaftlichen Erfolg sowie die Vorbildfunktion für den Mittelstand und entscheidet über die Preisträger. Der Preis wird in drei Kategorien vergeben und war zunächst mit jeweils 100.000 DM/50.000 Euro, ab 2006 mit jeweils 50.000 Euro und ab 2007 mit 25.000 Euro, 20.000 Euro und 15.000 Euro dotiert.

## Bisherige Preisträger
- 2000: Leitthema „Electronic Commerce“
DCI Database for Commerce and Industry AG, IPS Integrated Procurement Services GmbH, Oelfeld MediaDesign
- 2001: Leitthema „e-Logistikprozesse im Mittelstand“
Alternate Computerversand GmbH, IVU Traffic Technologies AG, Rudolph Warehousing und Logistik GmbH
- 2002: Leitthema „Mittelstand im Internet“
Komsa Kommunikation Sachsen AG, Union Technik GmbH Co. KG, zooplus AG
- 2003: Leitthema „Internet im Mittelstand“
24translate GmbH, Delticom AG, YellowMap AG
- 2004: Leitthema „Digitale Prozessketten im Mittelstand“
AuthentiDate International AG, w-support.com GmbH, Open Business Club AG
- 2005: Leitthema „Digitale Wertschöpfung im Mittelstand“
mentasys GmbH, Spreadshirt AG
- 2006: Leitthema „Mittelstand online“
adaptis GmbH, iPoint-systems gmbh
- 2007: Leitthema „Vernetzte Wertschöpfung im Mittelstand“
metaio GmbH, e.Consult AG, GPSoverIP GmbH
- 2008: Leitthema „Mittelstand interaktiv“
ubitexx GmbH, 1stplan GmbH, MyHammer AG